# Egestriomina albilineata
Egestriomina albilineata is een keversoort uit de familie snoerhalskevers (Anthicidae). De wetenschappelijke naam van de soort is voor het eerst geldig gepubliceerd in 1905 door Carter.